# 茶色扁果薹
，是莎草科薹草属的植物，分布在台湾高海拔處、琉球群島等地。